# Arbaa Sahel
Arbaa Sahel  (in arabo أربعاء الساحل‎?) è un centro abitato e comune rurale del Marocco situato nella provincia di Tiznit, regione di Souss-Massa. Conta una popolazione di 10 705 abitanti (censimento 2014).